# Plotohelmis capitata
Plotohelmis capitata é uma espécie de anelídeo pertencente à família Alciopidae.
A autoridade científica da espécie é Greeff, tendo sido descrita no ano de 1876.
Trata-se de uma espécie presente no território português, incluindo a sua zona económica exclusiva.